# Domus Galilaeae
La Domus Galilaeae (ebraico: בית הגליל), situata sulla cima del Monte delle Beatitudini, a nord di Cafarnao e del Mare di Galilea in Israele, è un centro di formazione, di studio, di ritiro spirituale e seminario ideata e gestita dal Cammino Neocatecumenale.
Scopo della Domus è anche quello di "leggere il Vangelo alla luce della tradizione e delle Liturgie ebraiche", perché questo aiuta a capire "il mistero di questo popolo, che non dimostra l'esistenza di Dio, ma, come testimone vivente, ne proclama la presenza lungo tutta la storia".

## L'origine
L'idea nacque dal desiderio di papa Paolo VI di costruire in Israele un centro dove i seminaristi potessero completare la loro formazione prima di essere ordinati.
All'inizio degli anni ‘80 la Custodia di Terra Santa offrì al Cammino neocatecumenale la possibilità di costruire un centro di formazione, di studio e di ritiro spirituale su di un terreno situato sulla montagna delle Beatitudini.
Alcuni anni dopo, nel 1994, il progetto fu appoggiato anche da papa Giovanni Paolo II, che vedeva in esso un servizio per tutti i popoli e "per tutta la Chiesa".
La costruzione iniziò quindi nel gennaio del 1999 con la posa della prima pietra contenente un frammento della tomba di san Pietro benedetto dal Pontefice e fu completato l'anno successivo.

## Progetto
Il progetto è opera dell'iniziatore del Cammino neocatecumenale, Kiko Argüello, e di alcuni architetti italiani, spagnoli e francesi. La costruzione è in stile moderno ed è costituita da tre livelli distinti, che degradano verso il lago di Tiberiade.
Nel primo livello (o terrazza), più alto rispetto al lago, è presente un centro congressi che può contenere circa trecento persone ed è dotato di servizi di traduzione simultanea: esso viene utilizzato per incontri internazionali di teologia, di studi biblici, incontri di Conferenze Episcopali, incontri per la formazione permanente dei presbiteri e per la formazione di seminaristi nell'ultima fase di preparazione al presbiterato.
È presente anche una biblioteca computerizzata (completata nel marzo 2005), anch'essa in stile moderno, per lo studio e l'approfondimento delle Scritture.
Vi è poi un Santuario della Parola, a disposizione degli ospiti della casa, per scrutare la Bibbia. Sulla parete di fondo del Santuario si trova un tabernacolo che contiene, su due livelli, il Santissimo Sacramento e la Sacra Scrittura, secondo quanto indicato nella Dei Verbum.
Il resto della Domus ospita inoltre una chiesa per le celebrazioni eucaristiche (che può accogliere fino a trecento persone) ed una cappella del Santissimo, sormontata da un calice stilizzato che fa riferimento alla Passione di Gesù.
Infine, attorno al Chiostro centrale sono disposti gli altri servizi: il refettorio, sale per incontri, l'ingresso principale con la reception, la cucina.
La costruzione, finanziata da vari benefattori (tra cui alcuni cardinali e vescovi) e dalle comunità del Cammino neocatecumenale, è iniziata nel gennaio 1999 sotto la direzione di un architetto ebreo, Dan Mochly di Haifa, in collaborazione con un architetto argentino, P. Daniel Cevilan ed è stata inaugurata nel 2000 da papa Wojtyła, che visitò Giordania ed Israele in quell'anno.

## Galleria d'immagini

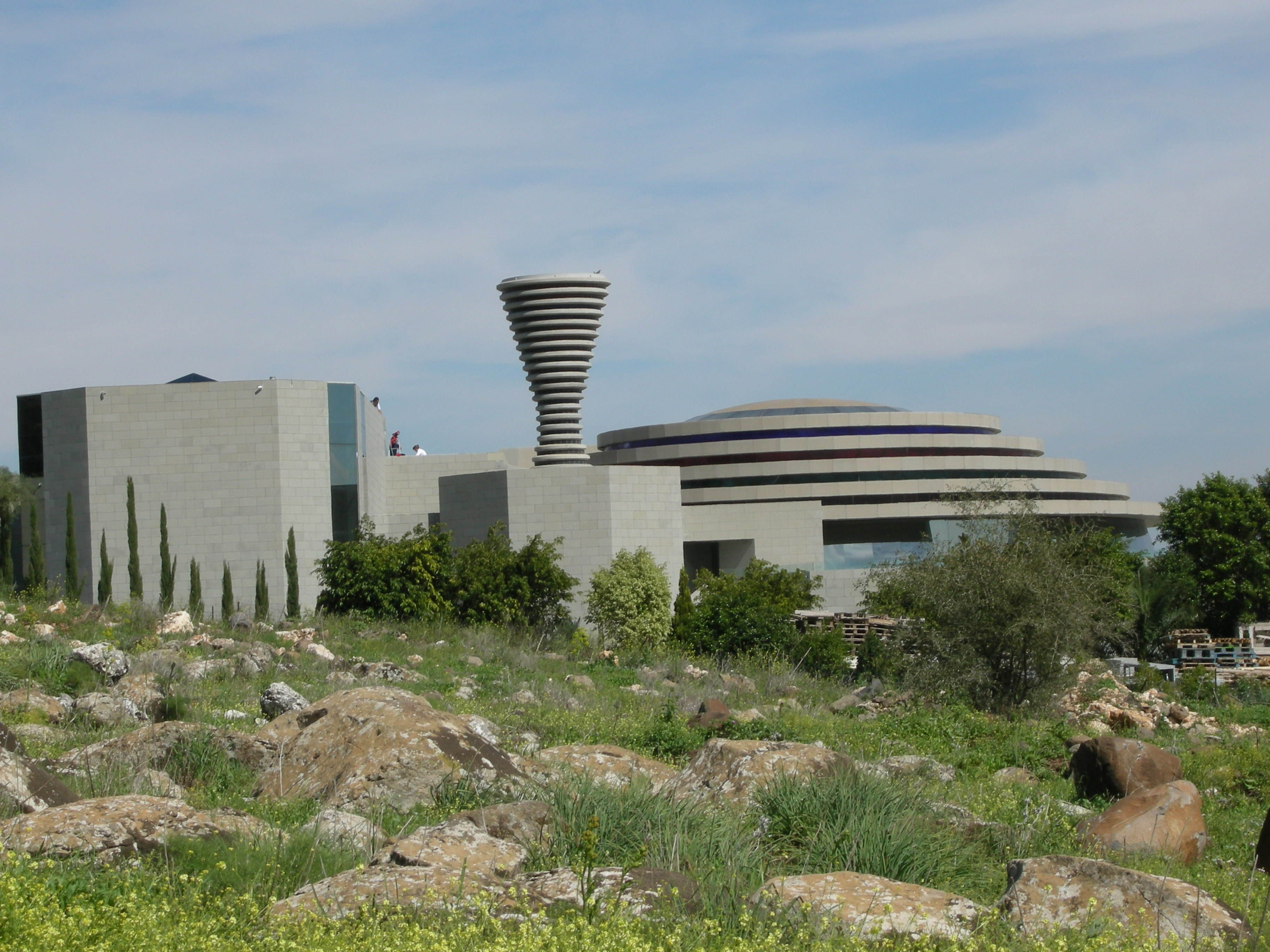
Veduta esterna della Domus
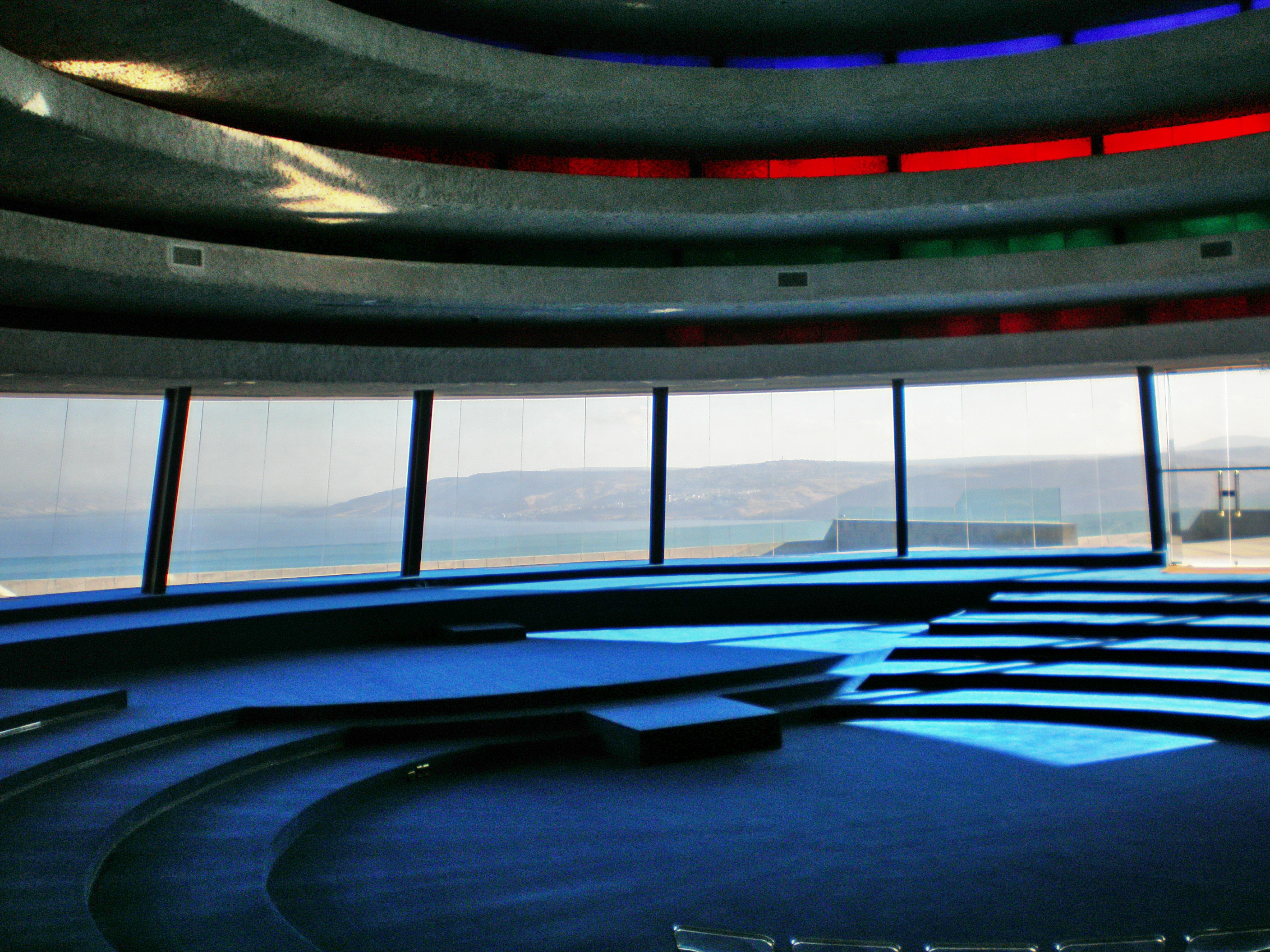
L'auditorio
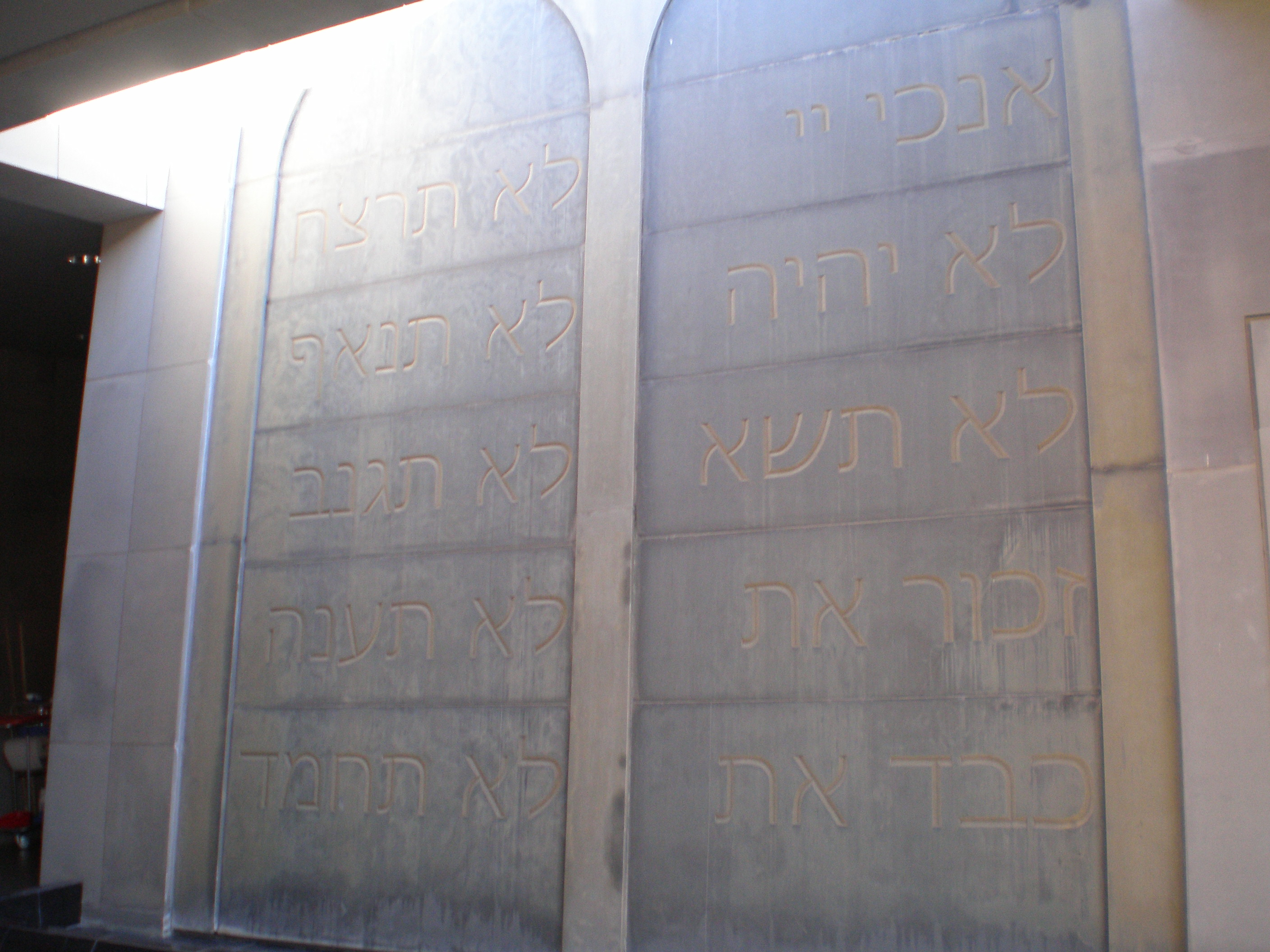
Il Decalogo in ebraico (accanto all'analogo Decalogo in latino
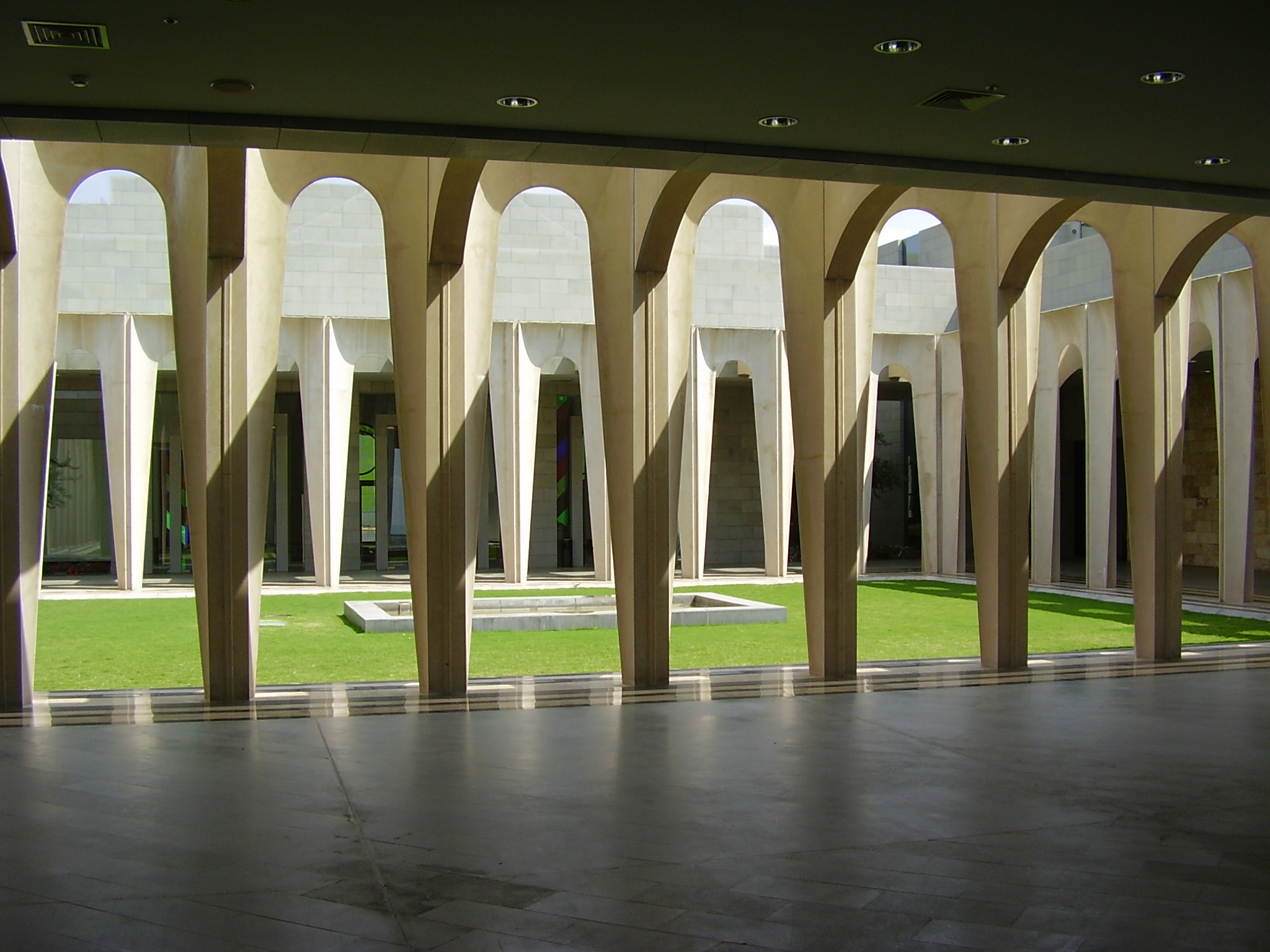
Il cortile interno
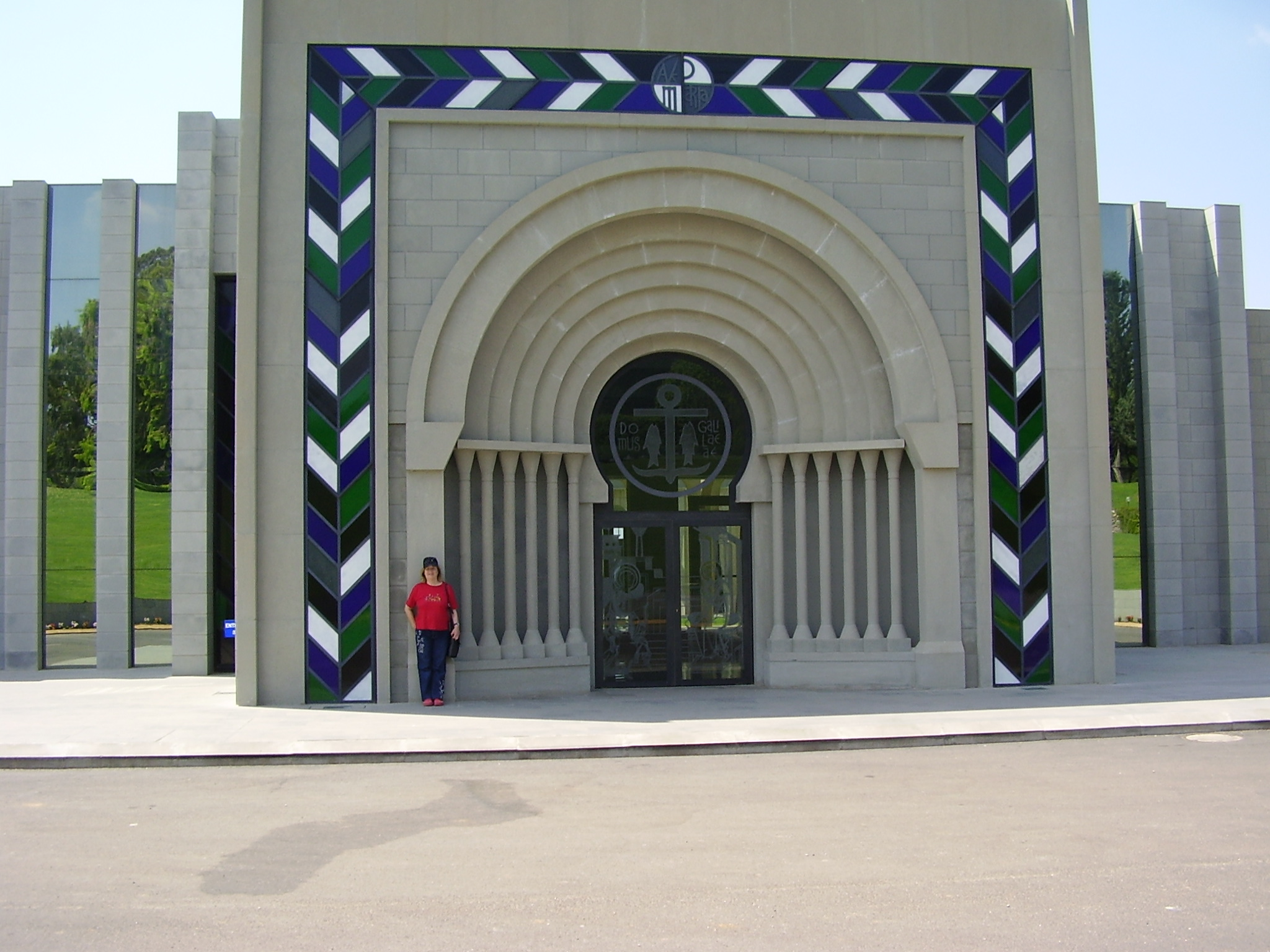
L'entrata
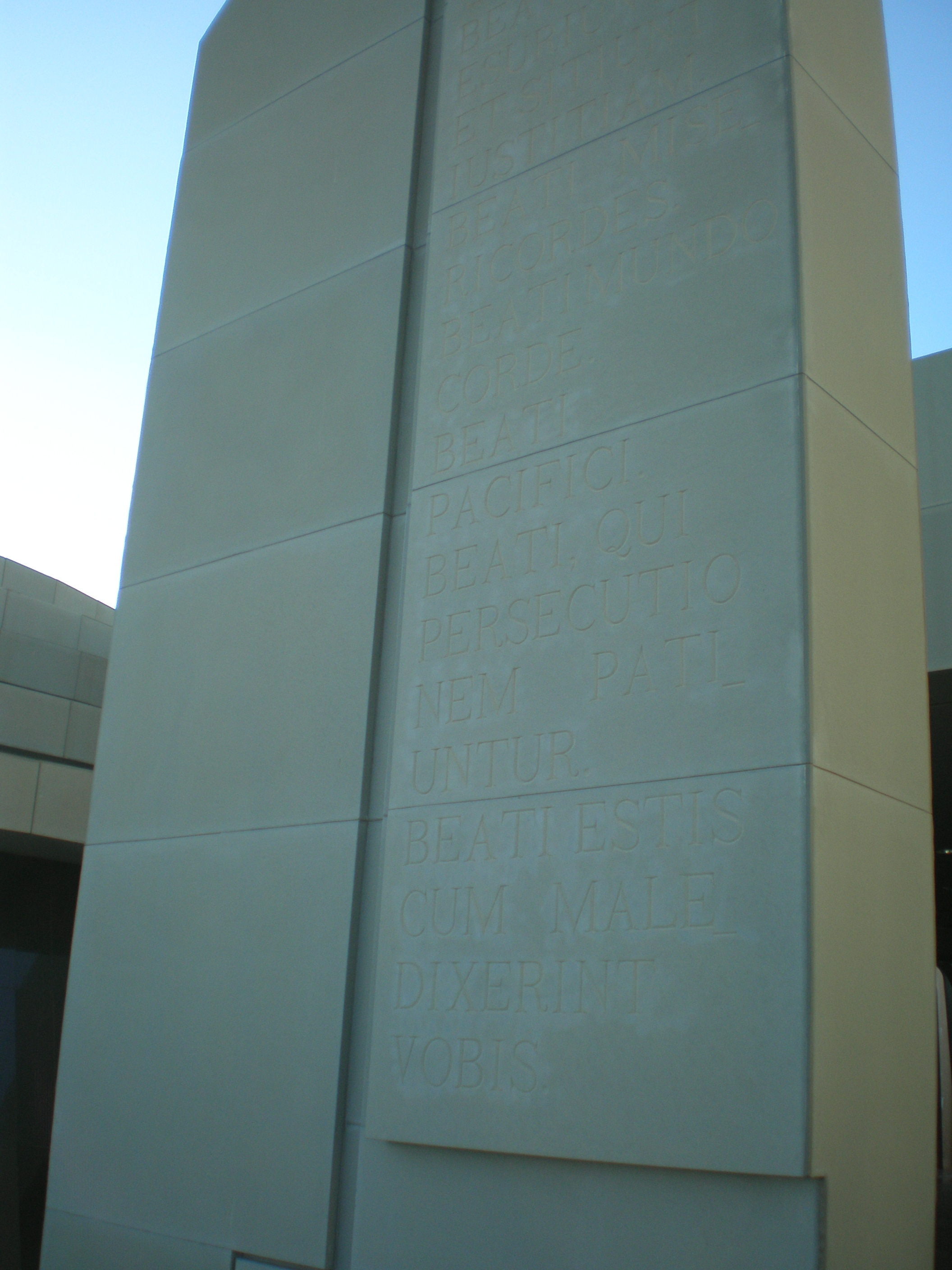
Il Sermone della montagna in latino